# Arthurson Ridge
Arthurson Ridge är en bergstopp i Antarktis. Den ligger i Östantarktis. Australien gör anspråk på området. Toppen på Arthurson Ridge är 425 meter över havet, eller 89 meter över den omgivande terrängen. Bredden vid basen är 1,6 km.
Terrängen runt Arthurson Ridge är kuperad åt sydväst, men åt nordost är den platt. Havet är nära Arthurson Ridge åt nordost. Trakten är obefolkad. Det finns inga samhällen i närheten.